# Manfred Schlosser
Manfred Schlosser (Ludwigshafen am Rhein, 12 de junho de 1934 – 26 de junho de 2013) foi um químico alemão.

## Vida e trabalho
A partir de 1952, Manfred Schlosser estudou química e medicina na Universidade de Heidelberg, onde, em 1957, obteve o diploma de graduação acadêmica em química, e em 1960, tornou-se Doctor rerum naturalium (em português: "Doutor das coisas da natureza" -  Dr. rer. nat. - equivalente ao PhD) através do químico Georg Wittig. Após mais estudos e de um ano de pesquisas (1962-1963) no instituto belga de pesquisa European Research Associates (ERA), ele foi habilitado em Heidelberg em 1966. Em 1967, foi contratado como médico assistente pelo Centro Alemão de Pesquisa do Câncer (Deutschen Krebsforschungszentrum, ou, DKFZ), em Heidelbeg e, em 1972, tornou-se professor da Universidade de Lausanne. No ano de 2001, mudou-se para a Escola Politécnica Federal de Lausana, onde se aposentou em 2004. Como professor convidado, ele foi levado para a Itália (Perúgia, Florença), Alemanha (Berlim), Hungria (Budapeste), Japão (Kyoto) e os EUA (San José).
Schlosser trabalhou sobre a área fronteiriça entre a química orgânica e a síntese química. Ele desenvolveu a olefinação estereosselectica (variante da reação de Wittig), a alquilação catalisada por cobre de compostos organomagnésio (acoplamento Fouquet-Schlosser)  e a base de Schlosser, uma superbase. Além disso, ele desenvolveu também um novo agente quimioterápico e pesquisou sobre compostos organo-halogenados.
Um dos seus hobbies era caminhar. No final de junho de 2013, ele não retornou de uma caminhada nos Alpes de Vaud e está desaparecido desde então.